# Misiak (Dzierążnia)
Misiak – część wsi Dzierążnia, położonej w Polsce, w województwie świętokrzyskim, w powiecie pińczowskim, w gminie Działoszyce. Misiak położony jest w południowej części Dzierążni. W okolicy Misiaka przepływają rzeki Wielkanocna i Jakubówka. 
W latach 1975-1998 miejscowość administracyjnie należała do województwa kieleckiego. 